# Lego Technic
 (octobre 2015).
Si vous disposez d'ouvrages ou d'articles de référence ou si vous connaissez des sites web de qualité traitant du thème abordé ici, merci de compléter l'article en donnant les références utiles à sa vérifiabilité et en les liant à la section « Notes et références ».
Pour les articles homonymes, voir Lego (homonymie).
Lego Technic est une gamme du jouet Lego détenu par The Lego Group lancée en 1977.

## Histoire

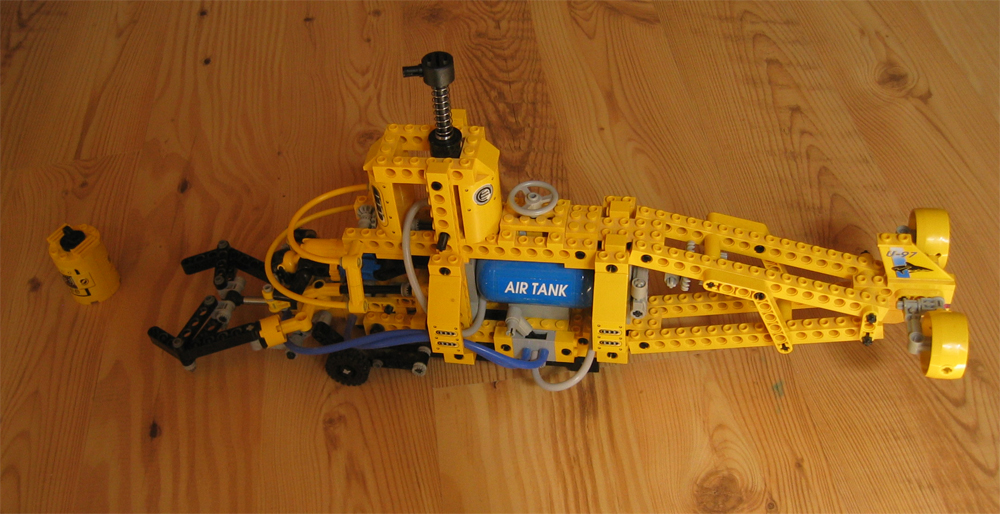
Un sous-marin construit en Lego Technic

La gamme Lego Technic débuta en 1977 aux États-Unis avec la série Expert Builder et au Royaume-Uni avec la série Technic ; cette série Lego comprend des pièces mobiles comme des engrenages, poulies, barres, axes et leviers qui permettent la construction de modèles réalistes comme des automobiles, camions ou autres engins de travaux publics, avec direction, transmission et moteur fonctionnels.
En 1984, la gamme Expert change de nom pour devenir les Lego Technic.

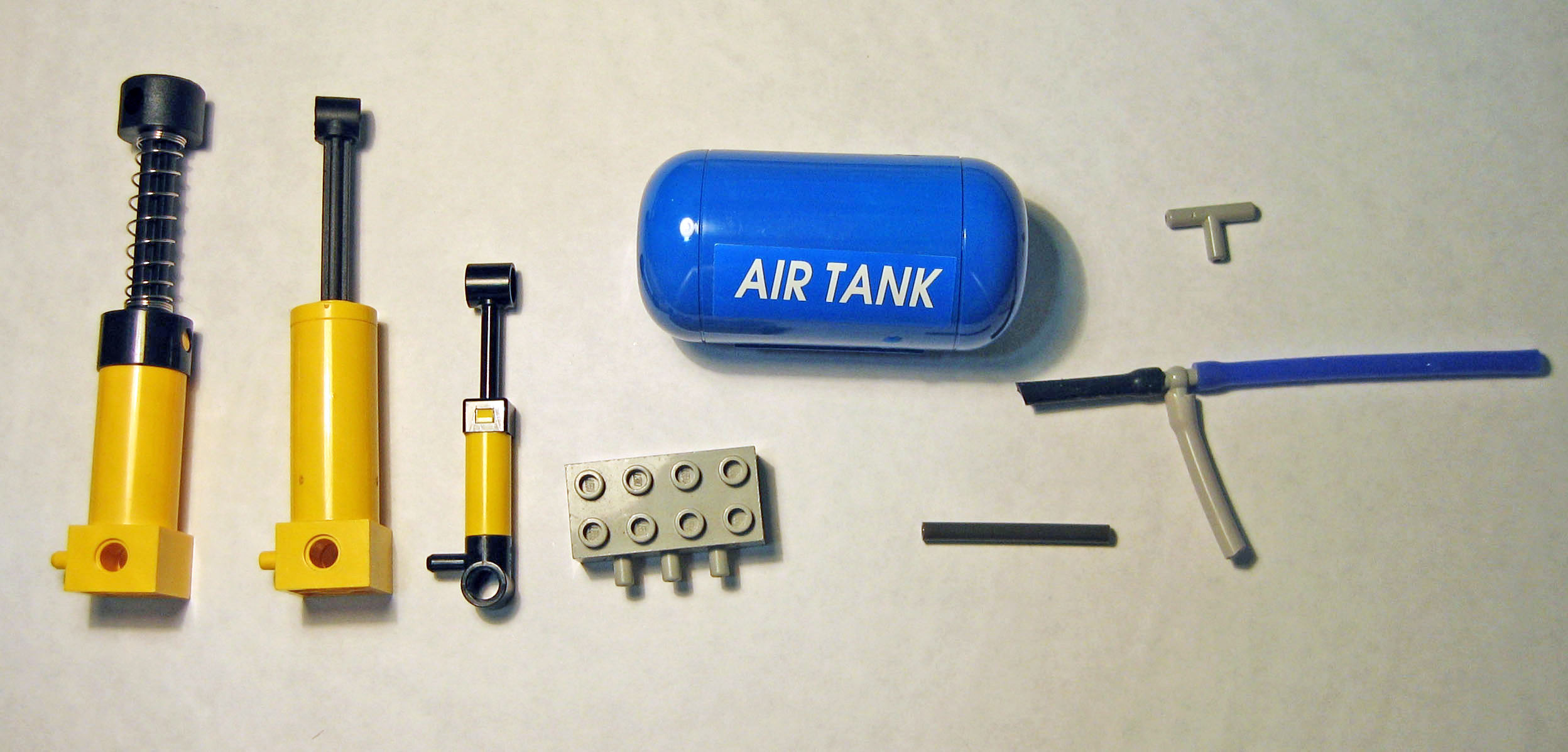
Composants Lego Pneumatique

À partir de 1984, une première génération de composants pneumatiques (vérins, pompes, sélecteurs, tubes à air comprimé) apparaît sur certains modèles. Ce système évolue au fil du temps, en particulier en 1989, où apparaît la seconde génération. Les vérins sont désormais à double effet (au lieu de simple effet sur la première génération), ce qui permet d'éviter le recours à de complexes circuits pneumatiques qui incluaient auparavant une pièce dite de « distribution pneumatique ».
Les modèles construits peuvent être animés en leur adjoignant la brique programmable RCX de la série Lego Mindstorms, ou leurs homologues plus récents, les briques NXT et EV3. Elles permettent une programmation complexe, et un contrôle distant par ordinateur.
Une nouveauté bouleverse le monde Lego Technic en l'an 2000 : l'apparition des poutres sans « plots ». Alors que des poutres incluant les plots sur leur partie supérieure, ont toujours existé dans la gamme Lego Technic, de nouvelles poutres dites « sans plots » équipent les nouveaux modèles Lego Technic. L'avantage premier de ces nouvelles pièces est la possibilité de constructions complexes jusqu'alors impossibles. La hauteur de ces nouvelles poutres est exactement la mesure de la largeur d'une unité Lego, en opposition aux anciennes qui étaient elles plus hautes que larges. Mais les anciennes poutres avec plots sont encore quelquefois utilisées, comme en 2006 avec le modèle 8421 La Grue mobile.
C'est en 2001 que la gamme Lego Bionicle est lancée : elle utilise des pièces Technic pour construire des personnages à l'allure robotique faciles à construires. Lego Hero Factory, reprenant le principe de Bionicle, utilisera aussi ses pièces spéciales.

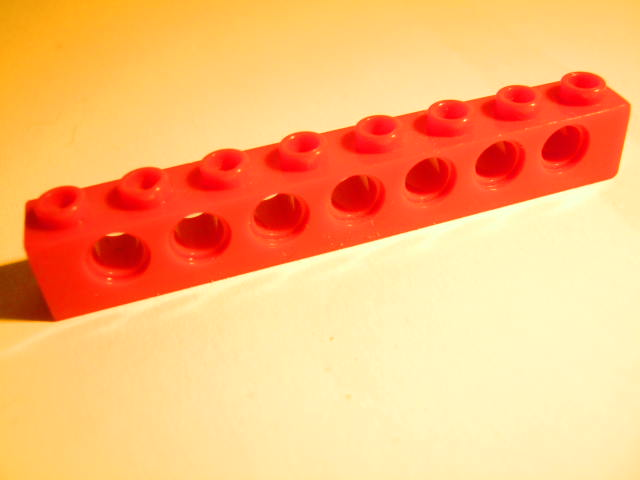
Poutre avec plots
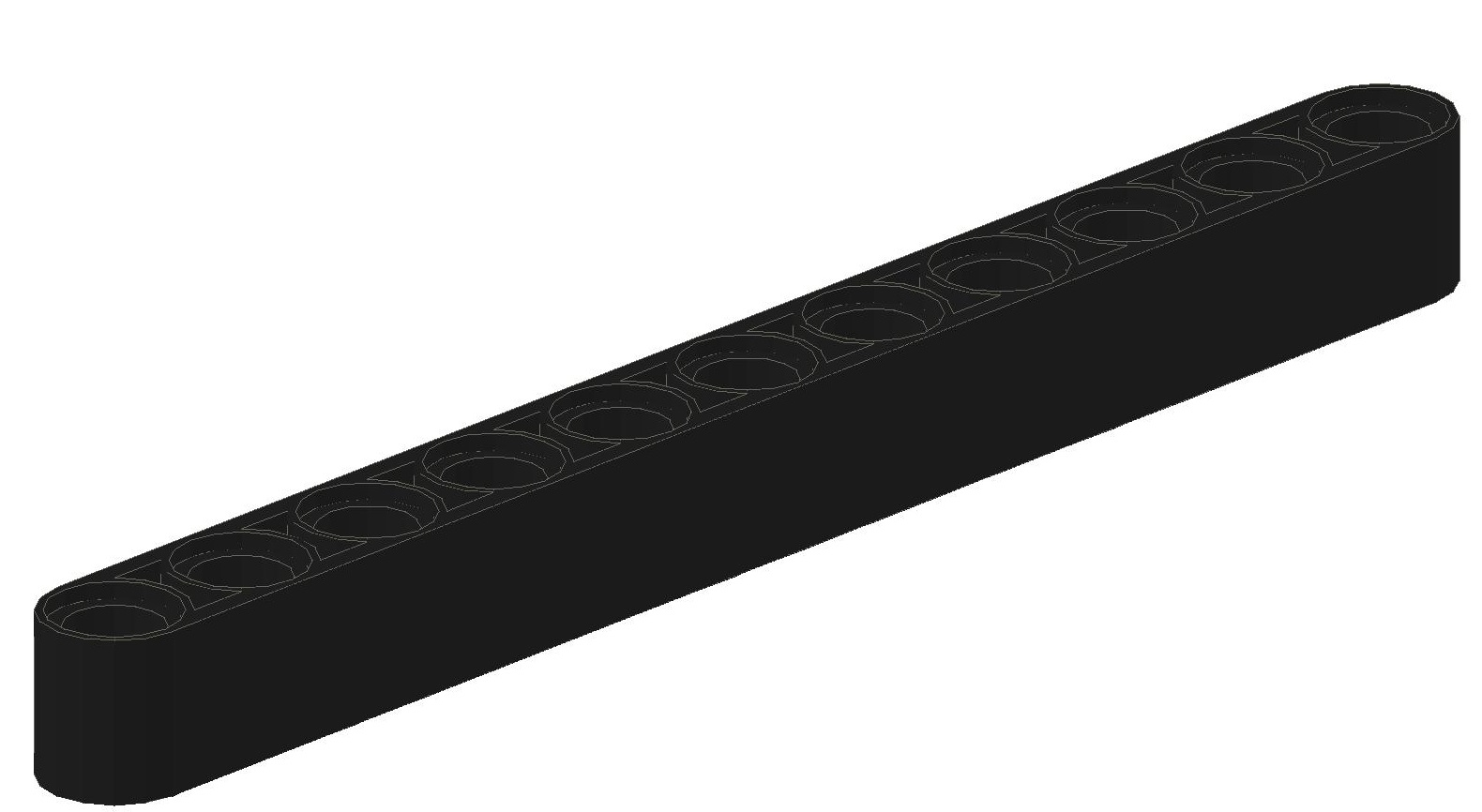
Poutre sans plots

## Présentation du set
Les boîtes sont de dimensions standardisées.
Le logo Lego se trouve sur toutes les faces en haut à gauche.
Sur la face avant, on trouve une image du modèle avec à gauche le nom du set, son numéro, le nombre de pièces et l’âge conseillé. À droite, des fonctionnalités importantes sont présentées (moteur, système pneumatique...).
Sur la face arrière sont présentés les éventuels modèles alternatifs et les diverses fonctionnalités. Pour les versions les plus récentes est précisée l’adresse internet du site sur lequel sont disponibles les instructions de montage, même si elles sont présentes dans le set.
Sur les faces latérales, on trouve l’inventaire des pièces du set, les traductions en plusieurs langues du nom du set, les précautions d’emploi, etc.
Si la face arrière n’est pas suffisante pour présenter toutes les fonctionnalités, la boîte peut bénéficier d’un rabat devant que l’on peut soulever. Derrière se trouvent les informations en question.

## Gamme

### Année 1977

#### 850 (950 aux États-Unis): Le chariot élévateur (1977-1983)
Modèle de 207 pièces sorti en 1977. Ce modèle est chronologiquement le premier chariot élévateur de la gamme Technic, il est équipé d'une direction à crémaillère, les fourches avant montent et descendent grâce à un système à pignon, crémaillère et poulie. Les modèles alternatifs sont une niveleuse ou un monte-charges mobile.

#### 851 (952 aux États-Unis): Le tracteur agricole (1977-1980)
Modèle de 305 pièces sorti en 1977. Ce tracteur agricole est équipé de grosses roues 24×36 à l'arrière et possède une direction à crémaillère et un système permettant le relevage des outils placés derrière. Il y a la possibilité de construire plusieurs instruments de travail : une herse, une charrue ou encore un semoir. Les modèles alternatifs sont une moissonneuse-batteuse ou une forge mécanique.

#### 852 (954 aux États-Unis): L'hélicoptère de reconnaissance (1977-1980)
Modèle de 362 pièces sorti en 1977. Cet hélicoptère possède deux rotors : le principal à pas collectif contrôlable et un rotor de queue, tous deux commandés par un système de pignons, renvois et manivelle. Il ne possède qu'un modèle alternatif qui est un avion à hélice.

#### 853 (956 aux États-Unis): Le châssis automobile (1977-1980)
Modèle de 602 pièces sorti en 1977. C'est le premier des châssis automobiles de la gamme Technic. Il possède un moteur avant à 4 cylindres en ligne, une boîte de vitesses à 2 rapports, une direction à crémaillère et des sièges avant réglables. Les modèles alternatifs sont un kart ou un jeep.

#### 870 (960 aux États-Unis): Moteur électrique de 4,5v
Modèle de 22 pièces sorti en 1977. Il s'agit d'une boite complémentaire comprenant un petit moteur électrique de 4,5v permettant de motoriser les véhicules LEGO.

#### 871 (961 aux États-Unis): Expert Builder / Gear Parts
Modèle de 78 pièces sorti en 1977.

#### 98959: Motor
Modèle de 40 pièces sorti en 1977.

### Année 1978

#### 854 (948 aux États-Unis): Le kart (1978-1984)
Modèle de 206 pièces sorti en 1978. Petit kart de compétition aux roues arrière élargies (utilisation de deux paires de roues 17×43), moteur monocylindre arrière et direction à crémaillère. Les modèles alternatifs sont une moto à 3 roues ou une machine de rechapage.

#### 855 (955 aux États-Unis): La grue mobile (1978-1984)
Modèle de 512 pièces sorti en 1978. Cette grue repose sur des roues 17x43, et est équipe de stabilisateurs amovibles, d'une cabine et d'un bras fixés sur un support rotatif. La flèche télescopique possède un système à crémaillère, pignons et renvois, et un câble avec crochet enroulable par manivelle. Son modèle alternatif est un camion-benne.

#### 872: Réducteurs de vitesse pour moteur électrique
Modèle de 77 pièces sorti en 1978, qui s'adapte sur les modèles 870 (moteur 4,5v) et 880 (moteur 12v), permettant de réduire la vitesse rapidement et facilement.

### Année 1979

#### 856 (951 aux États-Unis): Le bulldozer (1979-1984)
Modèle de 368 pièces sorti en 1979. Ce bulldozer reposant sur des chenilles et des engrenages de six tenons, possède un système complexe à crémaillère, pignons, renvois et manivelles, qui permet un fonctionnement de la pelle proche de la réalité. Son modèle alternatif est un transporteur de charges mobile.

#### 857: Le side-car
Modèle de 410 pièces sorti en 1979. Première moto de la gamme Technic, ce side-car est équipé des roues 24×36. Il possède un moteur monocylindre relié à la roue arrière par une transmission à chaîne. Le guidon, les garde-boue, et les éléments d'habillage sont recréés à l'aide de briques et de plaques Lego standard, ce qui lui donne une allure assez vintage. Les modèles alternatifs sont un chopper ou une simple moto.

#### 874: Yellow Beams with Connector Pegs
Modèle de 38 pièces sorti en 1979.

#### 875: Red Beams with Connector Pegs
Modèle de 38 pièces sorti en 1979.

#### 876: Blue Beams with Connector Pegs
Modèle de 38 pièces sorti en 1979.

#### 877: Steering Gear Parts
Modèle de 24 pièces sorti en 1979.

#### 878: Pistons Parts (Axles & Pistons)
Modèle de 52 pièces sorti en 1979.

#### 879: Gear Wheels with Chain Links (Gear Wheels & Chainlinks)
Modèle de 87 pièces sorti en 1979.

#### 880: 12V Motor
Modèle de 22 pièces sorti en 1979.

### Année 1980

#### 858: Auto Engines
Modèle de 242 pièces sorti en 1980.

#### 857: Le side-car
Modèle de 410 pièces sorti en 1980.

#### 8858-2: Auto Engines
Modèle de 242 pièces sorti en 1980.

#### 8860: Le châssis automobile (1980-1987)
Modèle de 668 pièces sorti en 1980. Remplaçant du modèle 853, ce modèle constitue le sommet de la gamme Technic pendant quasiment toute la décennie 80. Comme son prédécesseur ce châssis possède les roues 24×36 et de nombreuses caractéristiques techniques : direction à crémaillère avec colonne articulée ; boite de vitesses à trois rapports ou deux rapports et point mort ; différentiel ; sièges réglables en inclinaison et longitudinalement ; suspension arrière avec double combiné ressort-amortisseur à chaque roue ; moteur type boxeur (4 cylindres à plat) en porte à faux arrière, avec ventilateur commandé par courroie. À noter que les fils de bougies et le radiateur sont également présents. Modèle alternatif : dragster.

### Année 1981

#### 8710: Expert Builder Parts Pack
Modèle de 124 pièces sorti en 1981.

#### 8844: L'hélicoptère (1981-1984)
Modèle de 316 pièces sorti en 1981. Ce modèle, deuxième hélicoptère de la gamme Technic, vient en remplacement du 852. Il est équipé comme son prédécesseur d'un rotor et d'une hélice de queue commandés par une manivelle reliée à un système composé d'arbres, pignons et renvois d'angle. Il possède également un train d'atterrissage rétractable (grâce à un système de pignon et une chaine) ; le système est commandé par une poignée située entre les sièges qui sont eux articulés entre assise et dossier, au contraire du modèle 852 qui possédait des sièges fixes. La structure du cockpit est réalisée à partir de barres et de raccords angulaires comme la jeep 8845. Modèle alternatif: gyrocoptère.

#### 8845: La jeep (1981-1984)
Modèle de 174 pièces sorti en 1981. Cette jeep tout-terrain, équipée des petites roues 17×43, possède un combiné ressort-amortisseur sur chaque roue arrière, ces éléments étant une des nouveautés de la décennie, ils permettent la suspension du train arrière. Le train avant est lui équipé d'une direction à crémaillère. Les contours de la carrosserie sont un assemblage de barres technic reliées entre elles par les nouvelles pièces à secteurs crantés permettant d'assembler deux barres avec différents angles. Modèle alternatif: dragster.

#### 8848: Le camion-benne (1981-1984)
Modèle de 398 pièces sorti en 1981. Premier modèle possédant les nouvelles roues, situées entre les 17×43 et les 24×36, ce modèle possède de nombreux équipements et fonctions : pelle relevable à l'avant ; direction à crémaillère ; benne basculante avec ridelles mobiles ; différentiel et prise de force à l'arrière. Modèle alternatif : voiture.

#### 8859: Le tracteur agricole (1981-1984)
Modèle de 614 pièces sorti en 1981. Ce modèle remplace le tracteur 851, contrairement à ce dernier le 8859 est inspiré des tracteurs utilisés en Allemagne, possédant 4 roues de taille identique (24×36 sur ce modèle). Il possède une direction à crémaillère, un moteur 2 cylindres, relié aux roues arrière par une cascade pignons, un arbre de transmission et un différentiel ; il possède une prise de force à l'arrière et un système de relevage des outils. Modèle alternatif : véhicule tout-terrain.

### Année 1982

#### 8030: Univesal Set
Modèle de 141 pièces sorti en 1982.

#### 8050: Building Set with Motor
Modèle de 141 pièces sorti en 1982.

#### 8090: Univesal Set
Modèle de 267 pièces sorti en 1982.

#### 8700: Expert Builder Power pack
Modèle de 27 pièces sorti en 1982.

#### 8846: La dépanneuse (1982-1983)
Modèle de 379 pièces sorti en 1982. Petit modèle équipé des roues 17×43, mais qui possède néanmoins de nombreuses fonctions : direction à crémaillère avec double commande (tableau de bord et sur le toit), différentiel arrière, câble et crochet enroulables, flèche relevable.

### Année 1983

#### 1924: Motorcycle
Modèle de 103 pièces sorti en 1983.

#### 8841: Dune Buggy / Desert Racer
Modèle de 180 pièces sorti en 1983.

#### 8847: Dragster
Modèle de 250 pièces sorti en 1983.

### Année 1984

#### 8020: Building Set
Modèle de 119 pièces sorti en 1984.

#### 8040: Building Set
Modèle de 162 pièces sorti en 1984.

#### 8843: Fork-Lift Truck
Modèle de 270 pièces sorti en 1984.

#### 8851: La pelle mécanique
Modèle de 350 pièces sorti en 1984. Cette pelleteuse est équipée de trois vérins pneumatiques à simple effet, ils commandent le bras de cet engin avec un très grand réalisme. Le volume autour de la cabine de cette grue est presque entièrement occupé par les circuits d'air comprimé, les raccords, et les boîtiers de commande ; en revanche le châssis est très simple : une plateforme équipée de chenilles sur le même principe que le modèle 855.

### Année 1985

#### 1972: Go-Kart
Modèle de 98 pièces sorti en 1985.

### Année 1986

#### 8035: Universal Set
Modèle de 174 pièces sorti en 1986.

#### 8055: Universal Set
Modèle de 188 pièces sorti en 1986.

#### 8620: Snow Scooter
Modèle de 100 pièces sorti en 1986.

#### 8640: Polar Copter
Modèle de 238 pièces sorti en 1986.

#### 8660: Arctic Rescue Unit
Modèle de 379 pièces sorti en 1986.

#### 8680: Arctic Rescue Base
Modèle de 523 pièces sorti en 1986.

#### 8842: Go-Kart
Modèle de 274 pièces sorti en 1986.

#### 8849: Le tracteur agricole
Modèle de 347 pièces sorti en 1986. Ce tracteur est en quelque sorte le successeur du modèle 851, par rapport à ce dernier, le 8849 est équipé de roues plus grosses à l'avant -simulant une transmission intégrale- et d'une cabine fermée, faite de poutres Technic de couleur jaune. La direction est fonctionnelle, et il possède une rampe d'épandage télescopique et relevable.

### Année 1987

#### 8852: Robot
Modèle de 322 pièces sorti en 1987.

### Année 1988

#### 8712: Technic Figures
Modèle de 11 pièces sorti en 1988.

#### 8832: Roadster
Modèle de 86 pièces sorti en 1988.

#### 8853: La pelleteuse
Modèle de 326 pièces sorti en 1988.

#### 8855: Prop Plane
Modèle de 572 pièces sorti en 1988.

#### 8865: L'automobile (1988-1993)
Modèle de 898 pièces sortie en 1988. Ce gros modèle est le successeur du châssis 8860 présenté en 1980. Au contraire de ses prédécesseurs la voiture possède une carrosserie construite à l'aide de poutres de couleur rouge, elle est équipée pour la dernière fois de roues 24×36 qui sont au cas présent de couleur blanche. Bien que composée des mêmes composants techniques que le châssis 8860, la 8865 possède encore plus de détails techniques : phares escamotables, commandés depuis l'habitacle par un levier ; direction à crémaillère ; suspensions avant et arrière par double combinés ressort-amortisseurs ; moteur V4 en position centrale arrière ; boite de vitesses 3 rapports avec différentiel.

### Année 1989

#### 8024: Universal Set
Modèle de 114 pièces sorti en 1989.

#### 8034: Universal Set
Modèle de 181 pièces sorti en 1989.

#### 8044: Universal Pneumatic Set
Modèle de 195 pièces sorti en 1989.

#### 8054: Universal Motor Set
Modèle de 196 pièces sorti en 1989.

#### 8835: Forklift
Modèle de 236 pièces sorti en 1989.

#### 8854: Power Crane
Modèle de 518 pièces sorti en 1989.

#### 8862: Backhoe
Modèle de 667 pièces sorti en 1989.

### Année 1990

#### 8064: Universal Motor Set 9V
Modèle de 215 pièces sorti en 1990.

#### 8094: Control Center
Modèle de 542 pièces sorti en 1990.

#### 8720: Motor Set 9V
Modèle de 57 pièces sorti en 1990.

#### 8825: Night Chopper
Modèle de 113 pièces sorti en 1990.

#### 8830: Rally 6-Wheeler (Moon Buggy)
Modèle de 171 pièces sorti en 1990, représentant un véhicule lunaire à 6 roues de couleur jaune et accompagné d'une figurine.

#### 8840: Rally Shock n'Roll Racer
Modèle de 228 pièces sorti en 1990, représentant une voiture de course de couleur jaune et accompagné d'une figurine.

#### 8850: La jeep d'assistance rallye
Modèle de 359 pièces sorti en 1990, représentant une jeep possédant un moteur V6 avec de nouveaux cylindres et pistons. La direction à crémaillère est fonctionnelle mais elle n'est commandée que par une pièce translucide jaune sur le toit, représentant un gyrophare. Les contours de la jeep sont construits en poutres de couleur jaune avec des sièges rouges.

### Année 1991

#### 8074: Universal Set with Flex System
Modèle de 313 pièces sorti en 1991.

#### 8810: Alpha Racer
Modèle de 80 pièces sorti en 1991.

#### 8815: Speedway Bandit
Modèle de 78 pièces sorti en 1991.

#### 8820: Mountain Rambler
Modèle de 139 pièces sorti en 1991.

#### 8838: Shock Cycle
Modèle de 247 pièces sorti en 1991.

#### 8856: Whirlwind Rescue
Modèle de 517 pièces sorti en 1991.

### Année 1992

#### 8826: ATX Sport Cycle
Modèle de 95 pièces sorti en 1992.

#### 8828: Front End Loader
Modèle de 175 pièces sorti en 1992.

#### 8836: Sky Ranger
Modèle de 273 pièces sorti en 1992.

#### 8837: Pneumatic Excavator
Modèle de 255 pièces sorti en 1992.

#### 8839: Supply Ship
Modèle de 532 pièces sorti en 1992.

#### 8868: Le grumier pneumatique
Modèle de 955 pièces sorti en 1992, représentant un grumier noir offre 4 fonctions pneumatiques afin d'actionner toutes les parties du bras du grumier et de faire pivoter la tourelle, ainsi qu'une direction par crémaillère et un moteur V6 actionné par les deux essieux arrière.

### Année 1993

#### 8022: Starter Set
Modèle de 118 pièces sorti en 1993.

#### 8042: Pneumatic Set
Modèle de 230 pièces sorti en 1993.

#### 8082: Multi Control Set
Modèle de 459 pièces sorti en 1993.

#### 8714: The LEGO Technic Team
Modèle de 2 pièces sorti en 1993.

#### 8818: Baja Blaster / Desert Racer
Modèle de 120 pièces sorti en 1993.

#### 8824: Hovercraft
Modèle de 193 pièces sorti en 1993.

#### 8857: Street Chopper
Modèle de 376 pièces sorti en 1993.

#### 8872: Forklift Transporter
Modèle de 763 pièces sorti en 1993.

### Année 1994

#### 8032: Universal Set
Modèle de 212 pièces sorti en 1994.

#### 8062: Universal Set with Storage Case
Modèle de 409 pièces sorti en 1994.

#### 8808: Formula One Racer
Modèle de 94 pièces sorti en 1994.

#### 8812: Aero Hawk II
Modèle de 149 pièces sorti en 1994.

#### 8816: Off-Road Rambler
Modèle de 185 pièces sorti en 1994.

#### 8829: Dune Blaster
Modèle de 278 pièces sorti en 1994.

#### 8858-1: Rebel Wrecker
Modèle de 453 pièces sorti en 1994.

#### 8880: Super car
Modèle de 1343 pièces sorti en 1994. Modèle très intéressant pour sa mécanique notamment ses 4 essieux directeurs.

### Année 1995

#### 8460: camion grue pneumatique
Modèle de 856 pièces sorti en 1995. Ce camion est équipé d'une grue 

### Année 1996

#### 8480: Navette spatiale
Modèle de 1368 pièces sorti en 1996. Cette navette propose une mécanique moyennement complexe mais la présence de fibre optique la rend unique. 

#### 8425: Black Hawk Aircraft & Speedboat
Deux modèles en un : Avion et Bateau. 465 pièces. 

### Année 1997

#### 8479: Camion code barre motorisé
Modèle de 1280 pièces sorti en 1997. Ce camion semi piloté se situe à la frontière entre les Technic et les Mindstorm RCX. Sa brique permettant de lire les codes barres livrés avec le modèle permet de réaliser toute une série de mouvement : saisir un objet, le lever et le lâcher dans la benne puis lever la benne afin de la vider ou en plaçant le moteur à un emplacement différent de faire avancer le véhicule.

#### 8437: Future Car
Modèle de 420 pièces commercialisé en 1997. Une voiture bleue aux lignes "futuristes" pour l'époque, avec des portes papillon et un moteur mécanique à l'arrière, au-dessus des suspensions. La transmission à engrenages permet d'animer les pistons du moteur en faisant rouler la voiture. La variante du modèle est un camion, avec le moteur placé cette fois dans sa partie centrale du véhicule et une antenne rotative à l'arrière, également actionnée par le système de transmission. Une petite batterie fournie avec l'ensemble permettait, en l'activant, d'actionner la transmission.

### Année 1999

#### 8448: Super car
Modèle de 1437 pièces sorti en 1999. Possibilité d'en faire un cabriolet ou une voiture avec porte papillon s'ouvrant par un mécanisme de ressort. Une boite de vitesses réaliste fait le lien entre le moteur factice et le différentiel.

#### 8445: Formula 1
Modèle de 450 pièces commercialisé en 1999. Une Formule 1 jaune avec un moteur factice, placé à l'arrière. Les pistons sont actionnés grâce aux engrenages et la transmission des roues arrière. Il est possible d'en soulever l'habitable et le coffre, révélant respectivement le siège, placé au niveau du sol, et le moteur. La variante est un modèle de Trike.

### Année 2000
8458 : F1 Silver Champion (1413 pièces). Elle ne représente aucune écurie particulière, on notera juste une mécanique assez simple et le capot moteur qui s'ouvre avec des ressorts.
8457 : Power puller (979 pièces). Ce modèle représente le Power Puller de l'écurie Fox Team à l'époque sponsorisée par LEGO. Un personnage est fourni avec le modèle.

### Année 2001
8466 : Tout-terrain (1099 pièces). Le plus gros tout terrain produit par LEGO, son poids fait même peiner les suspensions mais sa mécanique reste très intéressante avec ses 4 roues motrices, sa boite de vitesses (la même que pour la voiture 8448) reliant le moteur factice au différentiel central et ses portes papillons qui s'ouvrent en même temps que les marche-pieds grâce à un ressort.

### Année 2003
8455 : Tractopelle pneumatique (703 pièces). Un des modèles mythique de la marque, très réaliste grâce à l'utilisation de tous ses vérins pneumatiques.

### Année 2004
8436 : Camion à bras articulé (1027 pièces). Modèle intéressant grâce à la facilité de modifier le module arrière pour en faire une dépanneuse, une pince ou un crochet télescopique.

### Année 2005
8421, : Grue mobile (1884 pièces). Première fois que l'on voit le système de corde pour le télescopage de la troisième partie de la flèche de la grue. Ce modèle restera le plus gros en nombre de pièces jusqu'à l'arrivée de l'UNIMOG en 2011.

### Année 2006
8285 : Dépanneuse-remorqueuse américaine (1877 pièces). Un design incomparable et une taille impressionnante font de ce modèle un incontournable dans la gamme Technic.

### Année 2007

#### 8275: Bulldozer motorisé télécommandé
(1384 pièces). Premier modèle entièrement pilotable à distance grâce à une télécommande infrarouge. Introduit également les nouveaux moteurs M et XL de la série Power-Fonction.

#### 8271: Chargeuse sur pneus
Le chargeur sur pneus est un modèle de 2007 avec 200 pièces, la pelle est mobile 

### Année 2008
8297 : Tout-terrain motorisé (1097 pièces). Un système de réglage des suspensions innovant et la présence de tous les éléments électriques de la boite 8293 font le réel intérêt de ce modèle.

### Année 2009
8258 : Camion grue (1877 pièces). Digne héritier du remorqueur 8285, ce camion regorge de fonctions toutes plus complexes les unes que les autres.

### Année 2010
8043 : Pelleteuse motorisée télécommandée (1123 pièces). Deuxième modèle de chantier entièrement télécommandé, la possibilité de réaliser tout ce que fait une vraie pelle le rend extrêmement réaliste, et sa mécanique très complexe en fait un modèle d'exception.

### Année 2011
8110 : Mercedes-Benz Unimog U400 (2049 pièces). Sorti à l'occasion du soixantième anniversaire de l'UNIMOG il devient le modèle comportant le plus de pièces. Il confirme également le retour du pneumatique depuis sa disparition en 2005 et son apparition dans un petit modèle en 2010.

### Année 2012
9398 : 4×4 Crawler télécommandé (1327 pièces). Premier modèle télécommandé sur roue, ses capacités de franchissement sont au-delà des espérances. Il introduit également les nouveaux moteurs L ainsi que les servomoteurs servant à la direction.
9396 : Hélicoptère de secours (1056 pièces). Les fonctions qu'offre cet hélicoptère en font un modèle de choix, le gestions du pas collectif ainsi que les mécanismes de sortie des trains d'atterrissage ou d'ouverture de la porte arrière sont très bien réalisés.

### Année 2013
42009 : Grue mobile MK II(2606 pièces). Le plus gros modèle en nombre de pièces à sa sortie, cette grue offre des fonctions qui surpassent celles de la 8421 et en font un modèle d'exception très recherché.
42000 : Voiture de course F1 (1141 pièces)
41999 : 4×4 Crawler Édition limitée télécommandé (1585 pièces). Issu d'un concours visant à faire participer un fan à la création d'un modèle, ce modèle reprend le châssis du Crawler 9398 mais la carrosserie est cette fois entièrement conçue par un fan et largement inspirées d'une muscle-car américaine.

### Année 2014
42025 : Avion cargo (1297 pièces). Très impressionnant par sa taille, il reproduit toutes les fonctions auxquelles on pouvait s'attendre, sortie des trains d'atterrissage, réglage des différents ailerons, ouverture de la porte arrière ainsi que rotation des hélices par un moteur.
42030 : Chargeur Volvo télécommandé (1636 pièces). Troisième modèle de chantier télécommandé, il reproduit quasiment parfaitement le modèle réel, jusqu'à la couleur verte du moteur Volvo.

### Année 2015
42043 : Camion Mercedes-Benz Arocs 3245 (2793 pièces) Modèle très complexe aux fonctions diversifiées : direction à double essieux, levage de la benne, stabilisateurs, grue télescopique, de plus il introduit une nouvelle gamme de vérins pneumatiques (V2) plus grand.

### Année 2016
42056 : Porsche 911 GT3 RS (2704 pièces) Un set qui se voulait exceptionnel avec un système de boite de vitesse avec palette au volant, une première dans la gamme Technic qui malheureusement est un fiasco à cause de problèmes de fiabilités (rapports qui passent mal ou de façon anarchique, blocages du moteur factice, craquement des engrenages )
42065 : RC Tracked Racer (370 pièces) Un engin motorisé avec un moteur pour chaque chenille permettant de se diriger sans crémaillère.

### Année 2017
42070 : Dépanneuse tout-terrain (1862 pièces) Set télécommandé avec grue, et stabilisateurs motorisés.

### Année 2018

#### 42071: Le bulldozer / Le camion articulé
Modèle 2 en 1 de 171 pièces sorti en 2018 au prix référence de 14,99€.

#### 42072: La voiture TOUT FEU!
Modèle de 135 pièces sorti en 2018 au prix référence de 19,99€.

#### 42073: La voiture TOUT FLAMME!
Modèle de 139 pièces sorti en 2018 au prix référence de 19,99€.

#### 42074: Le yacht de compétition / Le catamaran
Modèle 2 en 1 de 330 pièces sorti en 2018 au prix référence de 29,99€.

#### 42075: Le véhicule de premier secours / Le bolide des pompiers
Modèle 2 en 1 de 513 pièces sorti en 2018 au prix référence de 44,99€.

#### 42076: L'aéroglisseur / L'hors-bord
Modèle 2 en 1 de 1020 pièces sorti en 2018 au prix référence de 79,99€.

#### 42077: La voiture de rallye / Le buggy
Modèle 2 en 1 de 1005 pièces sorti en 2018 au prix référence de 99,99€.

#### 42078: Le camion Mack Anthem / Le camion poubelle Mack LR
Modèle 2 en 1 de 2595 pièces sorti en 2018 au prix référence de 159,99€.

#### 42079: Le charriot élévateur / La dépanneuse
Modèle 2 en 1 de 592 pièces sorti en 2018 au prix référence de 54,99€.

#### 42080: Le camion forestier / La chargeuse à bois
Modèle 2 en 1 de 1003 pièces sorti en 2018 au prix référence de 144,99€.

#### 42081: Le tractopelle Volvo Concept ZEUX / Le camion Volvo Concept PEGAX
Modèle 2 en 1 de 1167 pièces sorti en 2018 au prix référence de 129,99€.

#### 42082: La grue tout-terrain / Le mât de battage
Modèle 2 en 1 de 4056 pièces sorti en 2018 au prix référence de 249,99€.
Cette grue de chantier est à ce jour le plus gros Lego Technic jamais sorti, c'est aussi le dernier modèle à utiliser le "power functions" qui sera remplacé par le "powered up".

#### 42083: La Bugatti Chiron
Modèle de 3599 pièces sorti en 2018 au prix référence de 379,99€, représentant la Chiron de chez Bugatti à l'échelle 1/8e et de couleur bleue. Il s'agit d'une édition limitée avec comme signe distinctif un numéro d'identification officiel sous le capot de chaque véhicule.

#### 42084: Le camion à crochet / Le camion de pompiers de l'aéroport
Modèle 2 en 1 de 176 pièces sorti en 2018 au prix référence de 9,99€.

### Année 2019
42088 : La nacelle élévatrice / La dépanneuse robuste
Modèle 2 en 1 de 155 pièces sorti en 2019 au prix référence de 9,99€.
42096 : La Porsche 911 RSR
Modèle de 1580 pièces sorti en 2019 au prix référence de 149,99€.
42100 : Excavatrice à chouleur Liebherr R 9800
Modèle de 4108 pièces sorti en 2019 au prix référence de 449,99€.
Premier modèle Technic à introduire le nouveau système "powered up" cet énorme engin de chantier est piloté depuis un smartphone ou via une télécommande lego (non fournis).
42105 : Catamaran à construire

### Année 2020
42111: la Dodge Charger de Dom
Modèle de 1077 pièces sorti en 2020 au prix référence de 109,99€. Sous licence.
42112: le camion bétonnière
Modèle de 1163 pièces sorti en 2020 au prix référence de 84,99€. 
42113: Bell Boeing V-22 Osprey
Modèle de 1642 pièces sorti en 2020 au prix référence de 139,99€. Le set est sous licence, et comme l’avion est uniquement militaire, la production du set a mené à une collaboration avec l’armée américaine, ce qui est contraire aux valeurs pacifiques de Lego. La production a donc rapidement été arrêtée. La rareté de 42113 a fait flamber les prix sur les sites de vente.
Cependant à la suite de l'analyse technique de ce modèle par quelques propriétaires il fut révélé que ce produit souffrait d'un très gros problème de fiabilité rendant le modèle inutilisable au bout de quelques minutes de jeu, la cause est due à plusieurs facteurs : les hélices des rotors sont plutôt lourdes, la sous-dimension d'une cascade de pignon chargés de la distribution aux diverses fonctions du set fonctions ainsi au moment de démarrer le moteur électrique la puissance nécessaire pour amorcer la rotation des helices est tellement forte que plusieurs engrenages se retrouvent ainsi détériorés sous l'effet du fort couple moteur, rendant le set hors d'usage,  .
La solution la plus simple pour régler le souci est tout d'abord de modifier le rapport de démultiplication visant à diminuer la vitesse de rotation des hélices et enfin renforcer la cascade de pignon en la doublant pour qu'enfin le set soit fonctionnel.
Une rumeur sur les forums amateurs voudrait que l'entreprise Lego ai profité de la polémique pour retirer son produit, conscient de ses problèmes de fiabilité.

42114: le tombereau articulé Volvo 6x6
Modèle de 2193 pièces sorti en 2020 au prix référence de 249,99€. Le véhicule bénéficie d’un système motorisé et d’un transmetteur Bluetooth qui permet de le contrôler avec un smartphone. 
42115 : La Lamborghini Sián FKP-37
Modèle de 3696 pièces sorti en 2020 au prix référence de 379,99€, représentant la Sián de chez Lamborghini à l'échelle 1/8e et de couleur verte. Il s'agit d'une édition limitée avec comme signe distinctif un numéro d'identification officiel sous le capot de chaque véhicule.
42116: la chargeuse compacte/le hot rod
modèle de 140 pièces sorti en 2020 au prix référence de 9,99€.
42125 : Ferrari 488 GTE EVO "AF Corse 51"
Modèle de 1682 pièces sorti en 2020 au prix référence de 199,99€.

### 2022
42141: La voiture de course McLaren Formula 1™
modèle de 1432 pièces sorti en 2022 au prix référence de 179,99€, sa représente la voiture de Formule un de l'équipe McLaren. Elle a été fait en collaboration avec des personnes de l'équipe McLaren F1 team.
42143 Ferrari Daytona SP3
C'est un modèle au 1/8e de 3778 pièces destiné aux adultes.
Elle est dans la continuité de la  Porsche 911 GT3 RS, la Bugatti Chiron et de la Lamborghini Sián FKP37.

### 2023
42156 : Peugeot 9X8 24H Le Mans Hybrid Hypercar
Modèle de 1775 pièces sorti en 2023 au prix référence de 199,99€.
42154 : Ford GT 2022 
Modèle de 1468 pièces sorti en 2023 au prix référence de 119,99€.

### 2024
42171 : Mercedes-AMG F1 W14 E Performance (1642 pièces) 219,99€
42172 : McLaren P1 (3893 pièces) 449,99€
Dans la même gammes que la Lamborghini Sián FKP37, Ferrari Daytonna SP3, Bugatti Chiron et Porsche 911 GT3 RS.

### 2025
42206 : F1 Oracle Red Bull Racing RB20
Modèle de 1639 pièces sorti en 2025 au prix référence de 229,99€.
42207 : F1 Ferrari SF-24
Modèle de 1361 pièce sorti en 2025 au prix référence de 229,99€.

### Voiture racers de type Technic

#### 2002
8461 : F1 Williams (1484 pièces)

#### 2004
8386 : F1 Ferrari 1:10 (738 pièces)

#### 2005
8653 : Ferrari Enzo 1:10 (1360 pièces)

#### 2006
8674 : F1 Ferrari 1:8 (1246 pièces)

#### 2007
8145 : Ferrari 599 GTB Fiorano 1:10 (1327 pièces)